# Marie de Montgascon
Marie de Montgascon (* 1376 vor dem 19. September; † 7. August 1437) war (als Marie I.) Gräfin von Auvergne und (als Marie II.) Gräfin von Boulogne aus eigenem Recht. Sie war die letzte Angehörige des Hauses Auvergne.

## Leben
Marie de Montgascon war die Tochter und Erbin von Godefroy d’Auvergne, genannt de Boulogne, Seigneur de Montgascon († 1384/85), und Jeanne de Ventadour. Da ihre Eltern am 3. August 1375 per Ehevertrag heirateten und ihre Mutter am 19. September 1376 starb, wurde sie 1376 geboren und es kann davon ausgegangen werden, dass der Tod ihrer Mutter in Zusammenhang mit ihrer Geburt steht. Godefroy de Boulogne war der jüngste Sohn von Graf Robert VII. von Auvergne und Boulogne.
Per Ehevertrag vom 11. Januar 1389 wurde sie im Alter von 12 Jahren mit Bertrand IV. de La Tour, Sire de La Tour, verheiratet, Sohn von Guy de La Tour (Haus La Tour d’Auvergne) und Marthe Rogier de Beaufort (Haus Rogier de Beaufort). Ihre Kinder waren:
- Bertrand V. († 20. oder 27. März 1461), Seigneur de La Tour, 1438 Comte d’Auvergne et de Boulogne, Seigneur de Montgascon; ⚭ 1416 Jacquette du Peschin († 21. September 1473), Erbtochter von Louis du Peschin und Ysoul de Sully
- Jeanne († vor 1416); ⚭ 1409 Béraud III., Comte de Clermont, Dauphin d’Auvergne (Haus Auvergne)
- Isabelle; ⚭ (Ehevertrag 12. September 1419) Louis Armand de Chalençon, Vicomte de Polignac, Baron de Chalencon, testiert 19. August 1452 (Haus Chalencon)
- Louise († 14. Juni 1471); ⚭ (1) 26. Februar 1431;[1] Barthelémy de Clermont, genannt Tristan, Conte di Copertino und Seigeur de Clermont-Lodève († 3. Januar 1441) (Guilhem de Clermont-Lodève); ⚭ (2) (Ehevertrag 22. Februar 1433) Claude de Montaigu, Seigneur de Couches, d’Époisses etc., Ritter im Orden vom Goldenen Vlies († 1471) (Älteres Haus Burgund)

Gräfin Jeanne II. von Auvergne und Boulogne starb vor dem 6. Februar 1423 ohne Nachkommen, Marie de Montgascon, die zwei Jahre ältere Cousine ihres Vaters Graf Jean II., wurde als nun letzte Angehörige der gräflichen Familie ihre Erbin. Bertrand IV. de La Tour starb im Jahr 1423 nach dem 23. September. Der neue Graf von Auvergne und Boulogne wurde beider Sohn Bertrand V. de La Tour.